# 佩爾加米諾

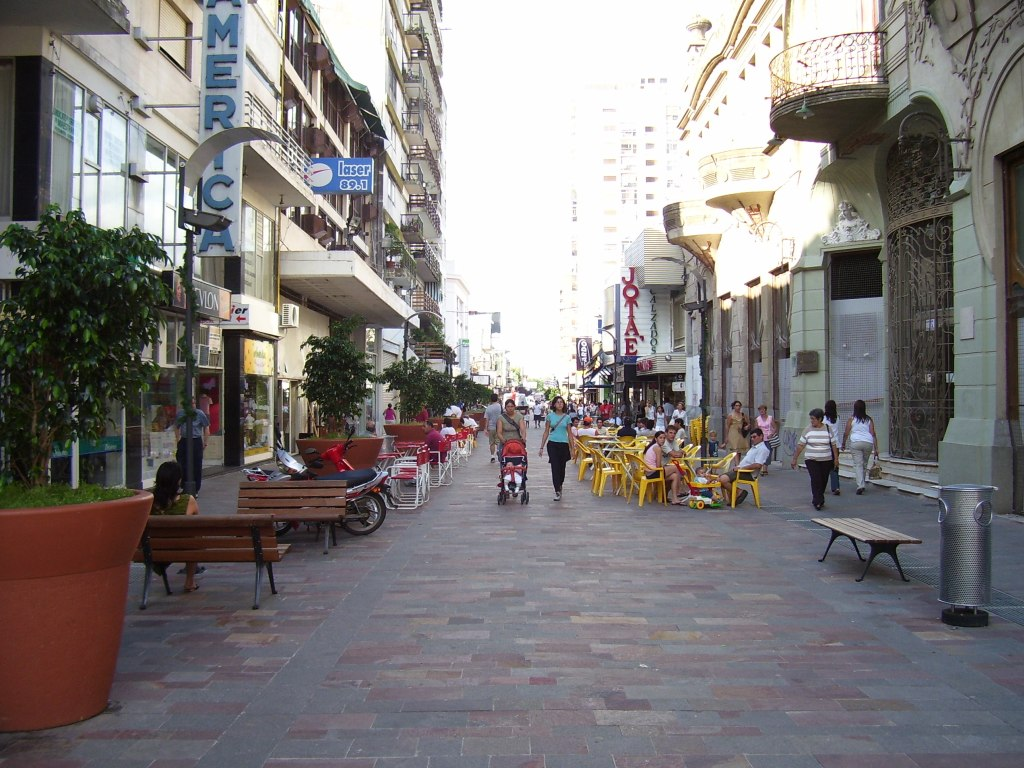
佩爾加米諾

佩爾加米諾（西班牙語：Pergamino）是阿根廷的城市，位於該國東部，距離首都布宜諾斯艾利斯120公里，由布宜諾斯艾利斯省負責管轄，始建於1626年1月3日，海拔高度56米，2010年人口104,922。

## 外部連結
- Pergamino Virtual （页面存档备份，存于） - Web Portal of the city.
- La Opinión （西班牙文）